# Independencia (Paraguai)
Independencia (também conhecida como Colonia Independencia) é uma cidade e distrito do Paraguai localizado no departamento de Guairá.

## Transporte
O município de Independencia é servido pelas seguintes rodovias:
- Caminho de pavimento ligando a cidade de Mbocayaty del Guairá ao município de Paso Yobai.
- Caminho em terra ligando a cidade ao município de Natalicio Talavera
- Caminho em terra ligando a cidade ao município de José A. Fassardi [2][3][4]